# I puntigli domestici
I puntigli domestici (Les Tracas domestiques) est une pièce en prose en trois actes de Carlo Goldoni représentée pour la première fois à Milan à l'été 1752, avec peu d'écho du public.

## Trame
Naples, patrie du comte Ottavio. L'existence paisible du propriétaire est mise en péril par les querelles de Corallina et Brighella, deux servantes rusées et traîtres. A cause d'eux, une longue série de mésententes, de querelles et de discordes familiales aura lieu qui mettra à rude épreuve jusqu'à la bonhomie du sage Pantalone et risquera de briser le rêve d'amour de la comtesse Rosaura et du marquis Florindo.

## Personnages
- Comte Ottavio
- Comtesse Béatrice, veuve, sa belle-sœur
- Comtesse Rosaura, fille de la comtesse
- Comte Lelio, fils de la comtesse
- Marquis Florindo, futur époux de la Contessina
- Pantalone de Bisognosi, marchand vénitien, ami du comte Ottavio
- Docteur Balanzoni, avocat
- Brighella, servante du comte Ottavio
- Corallina, femme de chambre de la comtesse Béatrice
- Arlequin, serviteur du marquis Florindo
- Un garçon d'écurie
- Un messager de la curie
- Un serviteur d'Ottavio

## Poétique
Selon Giuseppe Ortolani c'est une œuvre faible en raison du caractère trop conventionnel des personnages et de la lenteur de l'action. Concernant l'insuccès, l'auteur écrit dans la préface de l'édition imprimée : « C'est une de ces comédies que j'appellerai malheureuses, puisque les ayant faites j'avais un pressentiment plus heureux, et à mon regret je l'ai vue moins applaudie que d'autres. comédies miennes, qui, à mon avis, méritaient moins ». « Il me semble que le sujet est intéressant, la conduite simple et naturelle, le dialogue proportionné aux acteurs, et les accidents non seulement probables, mais qu'on peut croire vrais ». « Avec tout cela, très peu d'accueil lui a été fait ». « Mais pourquoi ? Le pourquoi je pense avoir remarqué. Les personnages sont médiocres, légers et ordinaires. Voici la raison pour laquelle la Commedia se démarque peu ».